# クリストフォルス (対立教皇)
クリストフォルス（Christophorus, 生没年不詳）は、903年10月から904年1月までローマ教皇位にいた人物である。20世紀前半までの近代の多くの教皇のリストでは正当な教皇であるとされているが、彼は教会法に従わない方法で教皇位を得たと考えられるようになり、『教皇庁年鑑』(Annuario Pontificio)の教皇の一覧からは除外された。現在では、カトリック教会では対立教皇であったと考えられている。

## 人生と統治
クリストフォルスの人生については、信頼できる一貫した情報源がなく、ほとんどわかっていない。ローマ出身で、父の名前はレオであったと信じられている。教皇になった時は、聖ダマススという名前の枢機卿であった。前任のレオ5世は、903年10月頃に廃位し、投獄された。レオ5世は獄死し、クリストフォルスはその後で教皇になったと考えられている。しかし、ナポリのAuxiliusは、教皇セルギウス3世がレオ5世とクリストフォルスを殺害したと記している。11世紀のギリシアの文書では、クリストフォルスは聖霊が"父と子"から生じると述べた最初の教皇であるとしている。しかしその文書は、クリストフォルスはこの告白をコンスタンディヌーポリ総主教のセルギウスに語ったと書かれているが、当時はニコラオス1世がコンスタンディヌーポリ総主教の座にあった。

## 失脚
クリストフォルスは、セルギウス3世に教皇位を追われた。Hermannus Contractusは、クリストフォルスは修道僧としてその生涯を終えたと主張している。しかし、歴史家Vulgariusは、クリストフォルスは監獄で絞殺されたと記している。

## 正統性
教皇位についた経緯にかかわらず、クリストフォルスを正統な教皇と認める者もいる。彼の名前は20世紀初頭までの主要な教皇一覧の多くに掲載されていた彼のポートレートやフレスコ画は他の教皇と並んでローマのサン・パオロ・フオーリ・レ・ムーラ大聖堂やピサ郊外のサン・ピエロ・ア・グラード聖堂に飾られている。さらに彼は、後継者達によっても認知されている。例えば、フランスのコルビー修道院の特権を認めるに当たって、レオ9世がベネディクトとクリストフォルスの先立つ許諾について言及している。この特権は、クリストフォルスの事績で現在も残っている唯一のものである。しかし、20世紀以降、彼は正統な教皇とは認められなくなり、教皇年鑑収録のローマ教皇の一覧からも名前が消去されることとなった。